# Potencial elèctric
|  | No s'ha de confondre amb Diferència de potencial. |

El potencial elèctric és una de les mesures que defineixen l'estat elèctric d'un punt de l'espai. La seva unitat és el volt, 1 volt = 1 J/C. El  potencial elèctric en un punt és el treball que ha de realitzar una força elèctrica per moure una càrrega positiva q des de la referència fins a aquell punt, dividit per la unitat de càrrega de prova. Dit d'una altra manera, és el treball que ha de realitzar una força externa per portar una càrrega unitària p des de la referència fins al punt considerat en contra de la força elèctrica. Generalment la seva equació és:
{\displaystyle V={\frac {W}{q}}\,\!}
En electroestàtica clàssica, el camp electroestàtic és una magnitud vectorial expressada com el gradient del potencial electroestàtic, que és una quantitat escalar denotada per V o ocasionalment φ, igual a l'energia potencial elèctrica de qualsevol partícula carregada en qualsevol lloc (mesurada en joules) dividit per la càrrega d'aquesta partícula (mesurada en coulombs). En dividir la càrrega de la partícula s'obté un quocient que és una propietat del propi camp elèctric. En resum, un potencial elèctric és l'energia potencial elèctrica per unitat de càrrega.
En electrodinàmica, quan hi ha camps variables en el temps, el camp elèctric no es pot expressar només en termes d'un potencial escalar. En canvi, el camp elèctric es pot expressar en termes tant del potencial elèctric escalar com del potencial del vector magnètic. El potencial elèctric i el potencial vector magnètic junts formen un vector de quatre, de manera que els dos tipus de potencial es barregen sota transformacions de Lorentz.

## Introducció
La mecànica clàssica explora conceptes com la força, l'energia i el potencial. La força i l'energia potencial estan directament relacionades. Una força neta que actua sobre qualsevol objecte farà que s'acceleri. A mesura que un objecte es mou en la direcció d'una força que actua sobre ell, la seva energia potencial disminueix. Per exemple, l'energia potencial gravitatòria d'una bala de canó al cim d'un turó és més gran que a la base del turó. A mesura que roda cap avall, la seva energia potencial disminueix i es tradueix en moviment: energia cinètica.
És possible definir el potencial de determinats camps de força de manera que l'energia potencial d'un objecte en aquest camp depengui només de la posició de l'objecte respecte al camp. Dos d'aquests camps de força són un camp gravitatori i un camp elèctric (en absència de camps magnètics variables en el temps). Aquests camps afecten els objectes a causa de les propietats intrínseques (per exemple, massa o càrrega) i les posicions dels objectes.
Un objecte pot tenir una propietat coneguda com càrrega elèctrica. Com que un camp elèctric exerceix força sobre un objecte carregat, si l'objecte té una càrrega positiva, la força estarà en la direcció del vector del camp elèctric a la ubicació de la càrrega; si la càrrega és negativa, la força serà en sentit contrari.
La magnitud de la força ve donada per la quantitat de càrrega multiplicada per la magnitud del vector de camp elèctric,{\displaystyle |\mathbf {F} |=q|\mathbf {E} |.}

## Analogia
Si observem el corrent d'aigua d'un riu veurem que és la diferència d'altura entre dos punts de la llera del riu
{\displaystyle G(a,b)=Z(a)-Z(b)\,}
el que fa que existeixi el corrent entre dos punts. L'altitud Z és un potencial gravitacional (es coneix com l'energia potencial lligada a l'altitud).
D'aquí ve l'analogia entre el desnivell geogràfic i la diferència de potencial elèctric, també anomenat tensió, per la qual s'utilitza la notació U.
La diferència de potencial o tensió és un valor algebraic que pot ser positiu, negatiu o nul. La seva representació als esquemes elèctrics és una fletxa que va d'un punt B cap a un punt A, quan hom vol representar el potencial del punt A respecte al del punt B.
{\displaystyle U(a,b)=V(a)-V(b)\,}.

## Mesura
La mesura del potencial elèctric es fa per mitjà d'un voltímetre o d'un oscil·loscopi posats en paral·lel respecte del circuit o objecte bipolar a mesurar.
El potencial es defineix sempre respecte a un altre que s'agafa com una constant i al qual se li assigna un valor nul. En electricitat és habitual que es prengui com a referència per als potencials (el potencial que serveix de zero) el potencial de la terra, però això no és obligatori. Sigui quina sigui l'elecció, el punt de referència del circuit es fixarà en 0 volt i s'anomenarà punt fred. Segons els dispositius pot estar connectat a la massa (carcassa metàl·lica del dispositiu), a terra o a totes dues.

## Fórmules
El potencial elèctric en un punt de l'espai és un concepte que es defineix a partir de la distribució de les càrregues elèctriques a l'espai amb l'ajut de l'aplicació de llei de Coulomb a una distribució volúmica de càrrega i usant el principi de superposició.
{\displaystyle V_{1}(x_{2},y_{2},z_{2})={\frac {1}{4\pi \epsilon _{o}}}\int \int \int {\frac {\rho (x_{1},y_{1},z_{1})}{r_{12}}}dx_{1}dy_{1}dz_{1}}
on {\displaystyle {\vec {r}}_{12}={\vec {r}}_{2}-{\vec {r}}_{1}} i on {\displaystyle \rho \,} és la densitat de càrrega en 1 (al voltant del punt 1 hi ha una càrrega {\displaystyle \rho dx_{1}dy_{1}dz_{1}\,} al volum {\displaystyle dv=dx_{1}dy_{1}dz_{1}\,})
El camp elèctric que deriva d'aquest potencial s'obté a partir de la següent fórmula:
{\displaystyle {\vec {E}}_{1}(x_{2},y_{2},z_{2})={\frac {1}{4\pi \epsilon _{o}}}\int \int \int {\frac {\rho (x_{1},y_{1},z_{1}){\vec {r}}_{12}}{r_{12}^{3}}}dx_{1}dy_{1}dz_{1}}

De manera inversa, el coneixement del camp elèctric en un punt permet el càlcul del potencial:
{\displaystyle V=-\int _{s}{\vec {E}}\cdot {\vec {d\,\mathbf {l} }}}
on {\displaystyle V\,} és el potencial elèctric, i {\displaystyle dl\,} és l'element d'integració.
{\displaystyle \mathbf {\vec {E}} =-{\vec {\nabla }}V=-{\frac {\partial V}{\partial x}}{\vec {i}}-{\frac {\partial V}{\partial y}}{\vec {j}}-{\frac {\partial V}{\partial z}}{\vec {k}}}

### Cas particular
El potencial elèctric creat per una càrrega puntual a l'espai que l'envolta és:
{\displaystyle V={\frac {q}{4\pi \epsilon _{o}\left|{\vec {r}}-{\vec {r}}_{q}\right|}}}
on q és la càrrega puntual, r és el vector de posició del punt on es calcula el camp i rq és el vector de posició de la càrrega puntual.
Matemàticament:
{\displaystyle {\vec {\operatorname {grad} }}\left({\frac {1}{\left|{\vec {r}}\right|}}\right)={\vec {\nabla }}\left({\frac {1}{\left|{\vec {r}}\right|}}\right)=-{\frac {\vec {r}}{\left|{\vec {r}}\right|^{3}}}\;}

{\displaystyle \phi V={\frac {1}{4\pi \epsilon _{o}}}\int {\frac {\rho }{r}}d\,V}
on {\displaystyle \rho \,} és la densitat de càrrega en funció de la posició i r és la distància de l'element de volum V.
Noteu que V és un escalar.